# Aleksandr Volodin (Schachspieler)
Aleksandr Volodin (russisch Алекса́ндр Алекса́ндрович Воло́дин; * 10. Dezember 1990 in Kohtla-Järve) ist ein estnischer Schachspieler.
Die estnische Einzelmeisterschaft konnte er 2019 in Tallinn gewinnen. Er spielte für Estland bei fünf Schacholympiaden: 2006 bis 2010, 2016 und 2018. Außerdem nahm er 2019 in Batumi an der europäischen Mannschaftsmeisterschaft teil.
Er spielte in Schweden für den SK Team Viking Sollentuna und wurde mit diesem 2010 und 2012 Meister.
Im Jahre 2008 wurde ihm der Titel Internationaler Meister (IM) verliehen, 2011 der Titel Großmeister (GM).
| Hier fehlt eine Grafik, die leider im Moment aus technischen Gründen nicht angezeigt werden kann. Wir arbeiten daran! |